# Police Quest: In Pursuit of the Death Angel
Police Quest: In Pursuit of the Death Angel (también conocido como Police Quest I o simplemente Police Quest) es un videojuego de aventuras policial de procedimiento de 1987 desarrollado y distribuido por Jim Walls y Sierra On-Line. Police Quest sigue la historia del oficial de policía Sonny Bonds, quien investiga un cártel de drogas en el pueblo de Lytton, California.
Lanzado por primera vez en 1987 como un juego con interfaz de línea de comando hecho en AGI de Sierra, Police Quest fue remasterizado en 1992 utilizando gráficos VGA de 256 colores y el motor de SCI, con jugabilidad de point-and-click. Diseñado efectivamente como un simulador de policía, Police Quest dispone de puzles relativamente simples, pero se basa fuertemente en el estricto cumplimiento de procedimientos policiales reales, como se detalla en el manual del juego.
Police Quest fue un éxito crítico y comercial moderado, creando la exitosa serie de Police Quest, que después evolucionó a la serie de shooters SWAT. Una secuela directa, Police Quest II: The Vengeance, fue lanzada en 1988.

## Jugabilidad
Police Quest: In Pursuit of the Death Angel es un juego de aventuras cuya jugabilidad se centra en interactuar con el entorno para resolver una serie de escenarios. Estos se centran en gran parte en el típico trabajo de la policía, como proteger escenas del crimen y recuperar vehículos robados, además de algunos procedimientos de servicio importantes. El lanzamiento original del juego requería que el jugador escribiera las acciones deseadas, como abrir puertas, pulsar botones, o disparar su arma, mientras que el remake permite al jugador usar el mouse para seleccionar acciones de un menú y objetos en el entorno.
El juego es el más realista de aquellos desarrollados por Sierra a finales de los 80 (comparado con Leisure Suit Larry, King's Quest o Space Quest). La falta de puzles «tradicionales» hizo que el juego resaltara en el momento de su salida. A diferencia de muchos juegos de este género, el estilo de juego depende ampliamente de un cumplimiento estricto de políticas y procedimientos policiales. Se deberá seguir la política adecuada, y las acciones deberán realizarse en orden (por ejemplo, Sonny deberá sacar el arma y luego apuntar para después disparar, o se disparará a sí mismo en la pierna). Incumplir el procedimiento adecuado a menudo resultará en penalizaciones, o hará que Sonny muera; por ejemplo, si Sonny no guarda su arma en el armario de armas mientras arresta a un sospechoso en la cárcel, el sospechoso la robará inmediatamente y le disparará, resultando en un game over.

## Trama
A mediados de los 80 (comienzos de los 90 en el remake), la ciudad de Lytton, California, sufre un incremento en los crímenes, en su mayoría el abuso de drogas. El oficial Sonny Bonds del departamento de policía de Lytton es asignado a policía de tránsito por su supervisor, el sargento Dooley, y se le pide estar atento a un Cadillac negro robado (Mercedes-Benz en el remake).
Mientras patrulla, Bonds responde a un accidente de un solo coche y encuentra al conductor del auto chocado, el traficante de drogas Lonny West, muerto de un disparo en la cabeza. Bonds le delega la investigación al sargento Dooley y vuelve a patrullar, multando a un motorista por velocidad, encargándose de unos motociclistas que molestaban en un bar, y arrestando a un conductor ebrio. En la escena del bar, Sonny se encuentra con «Sweet Cheeks» Marie Wilkans, una prostituta que alguna vez fue su interés amoroso en la secundaria, quien le proporciona información de un violento círculo de drogas que se infiltra en la ciudad. Tras terminar su turno, Bonds visita La habitación azul, una cafetería frecuentada por oficiales de policía fuera de servicio, donde habla con el oficial Jack Cobb acerca de su hija Kathy, quien sufre de una adicción a las drogas. Al día siguiente, Bonds encuentra el Cadillac/Mercedes-Benz (ahora pintado azul claro) robado y, con ayuda de Cobb, arresta al conductor, Jason Taselli. Bonds encuentra drogas en el maletero del coche, y le encuentra una pistola Smith & Wesson calibre 45 a Taselli, conectándolo con el asesinato de West.
Debido a su trabajo en el caso, Bonds es promovido a detective, asignado a la división de narcóticos, y emparejado con la detective Laura Watts. Al investigar la epidemia de drogas de Lytton, Bonds arresta al traficante de Kathy, Donald Colby, pero se entera por Cobb que Kathy ha caído en un coma por sobredosis con pocas posibilidades de recuperarse. También se entera de que Taselli ha escapado de prisión, pero luego los oficiales encuentran su cuerpo en el río. Bonds identifica la causa de la crisis de las drogas como Jessie Bains (Jesse Bains en el remake), llamado «el ángel de la muerte», un capo de la droga que se encuentra involucrado en una operación de apuestas ilegales en el hotel Delphoria. Tras enterarse de la muerte de Kathy, jura silenciosamente llevarlo a la justicia.
Bonds va de incógnito para infiltrarse en el círculo de apuestas en el hotel Delphoria, con la cooperación de Marie. Es llevado a un juego de cartas con Bains, donde se gana su confianza. Bonds es llevado a la habitación del hotel de Bains, donde pide refuerzos a la división de narcóticos. Bains descubre la identidad secreta de Bonds, pero antes de poder matarlo, llegan los refuerzos que le disparan a Bains. Este es arrestado y condenado a una sentencia de 97 años, mientras que Bonds recibe la llave de la ciudad como premio por su trabajo.

## Desarrollo
Antes de la concepción de Police Quest, el presidente de Sierra, Ken Williams, quiso desarrollar un juego de aventuras policial, preferiblemente con un oficial de policía de verdad como asesor técnico, supervisando el diseño para asegurar la autenticidad y el realismo. En 1985, Williams conoció al oficial de la patrulla carretera de California, Jim Walls, quien se encontraba con licencia administrativa para tratar un trauma por un tiroteo un año atrás. Tras el retiro de Walls de la patrulla en 1986, Williams se amigó con él y le preguntó si podría escribir una historia corta acerca de sus experiencias en la patrulla; esta historia finalmente se convirtió en la trama de Police Quest.
El desarrollo comenzó luego de que la historia de Walls creciera lo suficiente para poder partirse en un documento de diseño y componentes de juego para su desarrollo. Los diseñadores del juego fueron Williams, Walls, Roberta Williams, Mark Crowe, Scott Murphy y Al Lowe. En aquel entonces, Walls no se encontraba familiarizado con las computadoras, por lo que el resto de los desarrolladores de Sierra lo ayudaron hasta que fuese capaz de desarrollar por su cuenta. El protagonista del juego, Sonny Bonds, estaba vagamente basado en el hijo de Walls (también llamado Sonny), y muchos de los incidentes en el juego fueron basados en incidentes reales por los que pasó Walls durante su tiempo en la patrulla.
Police Quest fue lanzado para IBM PC, Apple II (128 K), Amiga, Atari ST y Apple IIGS. Una versión mejorada SCI 1.1 en VGA de 256 colores fue lanzada en 1992.
Entre el 25 y el 27 de octubre del 2022, el historiador digital y archivero Jason Scott subió el código fuente de Police Quest a GitHub como un medio para preservar el videojuego. Muchos de los otros juegos de Sierra fueron preservados por Scott en aquel periodo, incluyendo a Donal Duck's Playground, The Black Cauldron, King's Quest III, Leisure Suit Larry in the Land of the Lounge Lizards (y su remake en VGA), Leisure Suit Larry Goes Looking for Love (in Several Wrong Places), Leisure Suit Larry III: Passionate Patti in Pursuit of the Pulsating Pectorals, y Leisure Suit Larry 5: Passionate Patti Does a Little Undercover Work.

## Recepción
Los primeros cuatro juegos de Police Quest acumularon 850.000 copias vendidas para fines de 1995. Sin embargo, Markus Crichel de PC Games señaló que «el interés de parte del gamer cayó levemente» con Police Quest: Open Season, lo que llevó a Sierra On-Line a experimentar con una nueva dirección para la serie con Police Quest: SWAT. De acuerdo con Sierra, las ventas combinadas de toda la serie de Police Quest (incluyendo SWAT) sobrepasaron las 1,2 millones de unidades para finales de marzo de 1996.
Computer Gaming World recomendó a Police Quest, elogiando algunos de los gráficos como «de lo más magnífico que haya visto este crítico». Antic dijo de la versión de ST que, debido al realismo y la necesidad de seguir procedimientos, «existe el fuerte sentimiento de convertirse realmente en policía». Macworld fue menos positivo, diciendo que el juego «se juega como una versión larga de un programa de rutina policial de TV, y no puedes perder si solo sigues el manual. El juego suplica por un misterio desafiante».
Se ha reportado el uso de Police Quest para entrenar oficiales de policía, según Rick DeBaun: «[Police Quest] ha probado ser una herramienta práctica y efectiva que los oficiales disfrutan usar. Demuestra de manera segura a los novatos las consecuencias de no observar los procedimientos policiales adecuados, y puede servir para refrescar cosas valiosas a los oficiales experimentados».